# Felsőgörbed

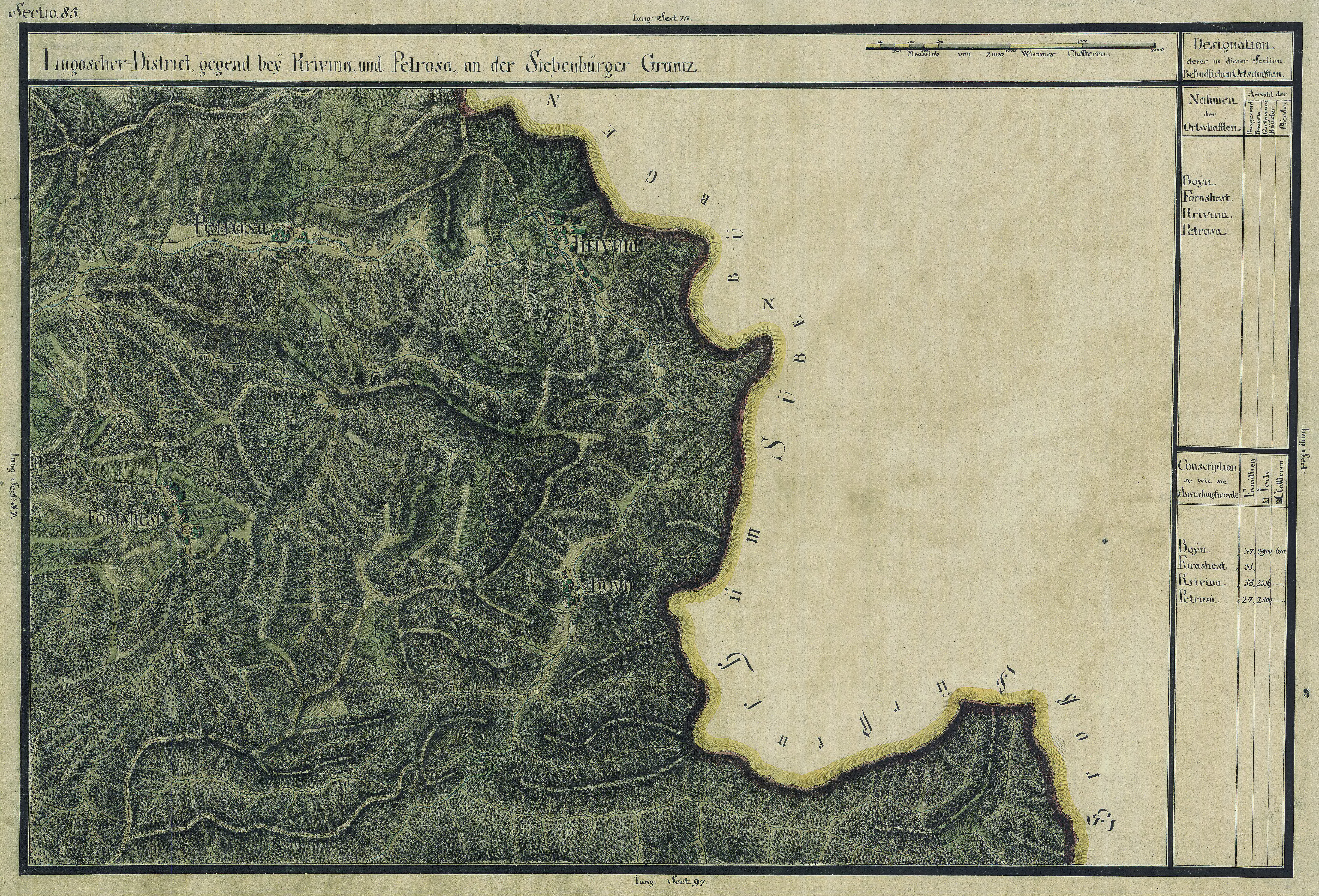
Felsőgörbed, Krivina egy régi térképen

Felsőgörbed románul: Crivina de Sus, falu Romániában, a Bánságban, Temes megyében.

## Fekvése
Facsádtól keletre fekvő település.

## Története
Felsőgörbed, Krivina nevét 1514–1516-ban említette először oklevél Also-Krywyna, Felsö-Krywyna néven. 1808-ban Krivina, 1888-ban Felső-Krivina, 1913-ban Felsőgörbed néven írták. 

1851-ben Fényes Elek írta a településről: „1 katholikus, 361 óhitü lakossal, anyatemplommal, nagy erdőséggel, szép urasági legelővel. Földesura a Dezsánfalvi Gyika család.”
A trianoni békeszerződés előtt Krassó-Szörény vármegye Facsádi járásához tartozott.
1910-ben 336 lakosából 329 román volt. Ebből 336 görög keleti ortodox volt.

## Nevezetességek
- 1676-ban épített, 1778-ban felújított ortodox fatemploma a romániai műemlékek jegyzékében a TM-II-m-A-06214 sorszámon szerepel.[1]